# Kepler-953b
Kepler-953b es un planeta extrasolar que forma parte de un sistema planetario formado por al menos dos planetas. Orbita la estrella denominada KIC 8552719. Fue descubierto en el año 2012 por la sonda Kepler por medio de tránsito astronómico.